# Lahnstein
Lahnstein è una città di 17.980 abitanti della Renania-Palatinato, in Germania.
Appartiene al circondario (Landkreis) del Reno-Lahn (targa EMS).
Lahnstein si fregia del titolo di "Grande città di circondario" (Große kreisangehörige Stadt).

## Gemellaggi[2]
- Vence, dal 1969
- Kettering, dal 1970
- Ouahigouya, dal 1978
- Hermsdorf, dal 1990
- Montesilvano, dal 2016[3]